# Caman

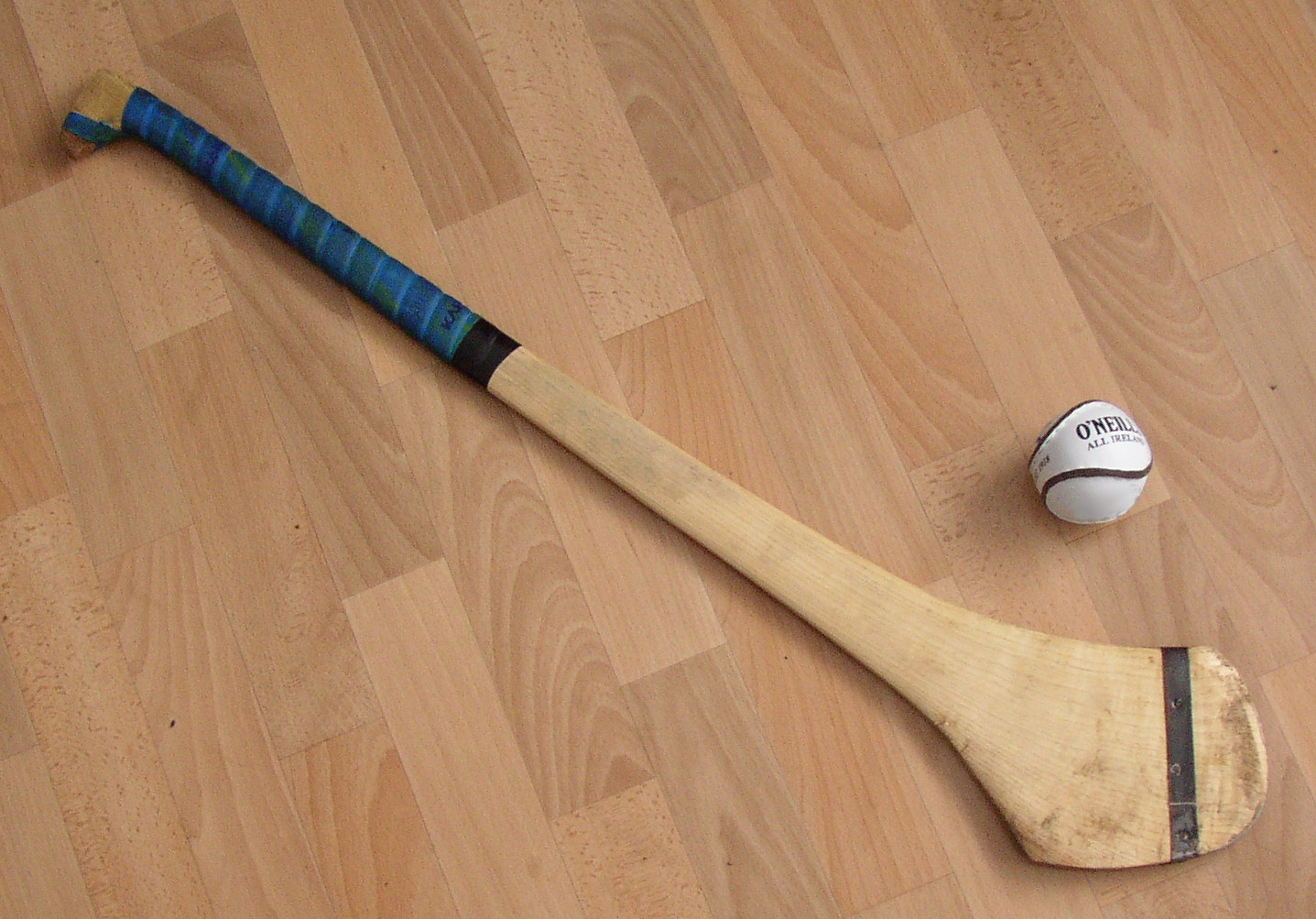
Caman amb sliotar.

Un hurley o caman (la seva denominació gaèlica), i en menor mesura conegut com a hurl, hurley estic, shtick o setanta, com es coneix en certes parts de l'Ulster, és un pal de fusta que mesura entre uns 70 i 100 cm, depenent de l'altura del jugador: no hi ha una regla establerta, però per comoditat els jugadors trien hurleys que mesurin des dels seus peus fins a la seva cintura. Posseeixen un final llarg, aplanat i corbat, anomenat bas, usat per copejar una pilota de cuir anomenada sliotar en el joc irlandès del hurling. És també usat en el camogie, l'equivalent femení, i anomenat sovint camogie estic.
Els camans es fabriquen amb fusta de freixe i se solen comprar a artesans locals d'Irlanda, que encara usen mètodes de producció tradicional. No obstant això durant un temps als anys setanta van ser utilitzats camans de plàstic, fabricats principalment per la companyia holandesa Wavin. Es va comprovar que aquests produïen lesions més fàcilment i van deixar d'usar-se. Bandes de ferro són col·locades com a reforç en la part plana del final, perllongant la seva durabilitat, ja que és el lloc més fràgil del caman. No obstant aquestes bandes estan prohibides en el camogie, la versió femenina de hurling, atès que també incrementen el risc de lesió. Aquests arranjaments han estat utilitzats en els camans des de sempre; en una de les primeres legislacions irlandeses, que data del segle viii es permetia solament al fill del rei tenir un reforç de bronze, mentre que a qualsevol altre només se li permetia usar un reforç de coure.
Tant és com de bona que sigui la manufactura d'un caman, és molt possible que un jugador habitual de hurling en faci servir diversos al llarg d'una temporada. Es trenquen fàcilment si dos d'ells xoquen en el transcurs d'un joc. És també possible que es trenquin en colpejar un jugador.
Existeix una popular tècnica de reparació consistent a tallar uniformement les parts trencades de dos camans per unir-los amb cola i claus de manera que el nou estic tingui la grandària desitjada.